# 三條琮子
三條琮子（?—1231年5月9日），後白河天皇的妃子，父親是內大臣、正二位三條公教，母親是中納言藤原清隆之女。保元二年（1157年）時，琮子進入後宮，成為女御，敘任從三位。起初她住在弘徽殿，之後移居至凝華舍。由於凝華舍又稱為梅壺，因此琮子被稱為梅壺女御，也有大原女御的稱呼。
琮子與後白河天皇之間並沒有生育，後白河天皇退位後，琮子也離開皇宮，移居至三條高倉亭。承安三年六月十二日（1173年7月23日），因為臥病不起而出家，寬喜三年四月六日（1231年5月9日）過世。